# Kriegerehrenmal (Eltville)

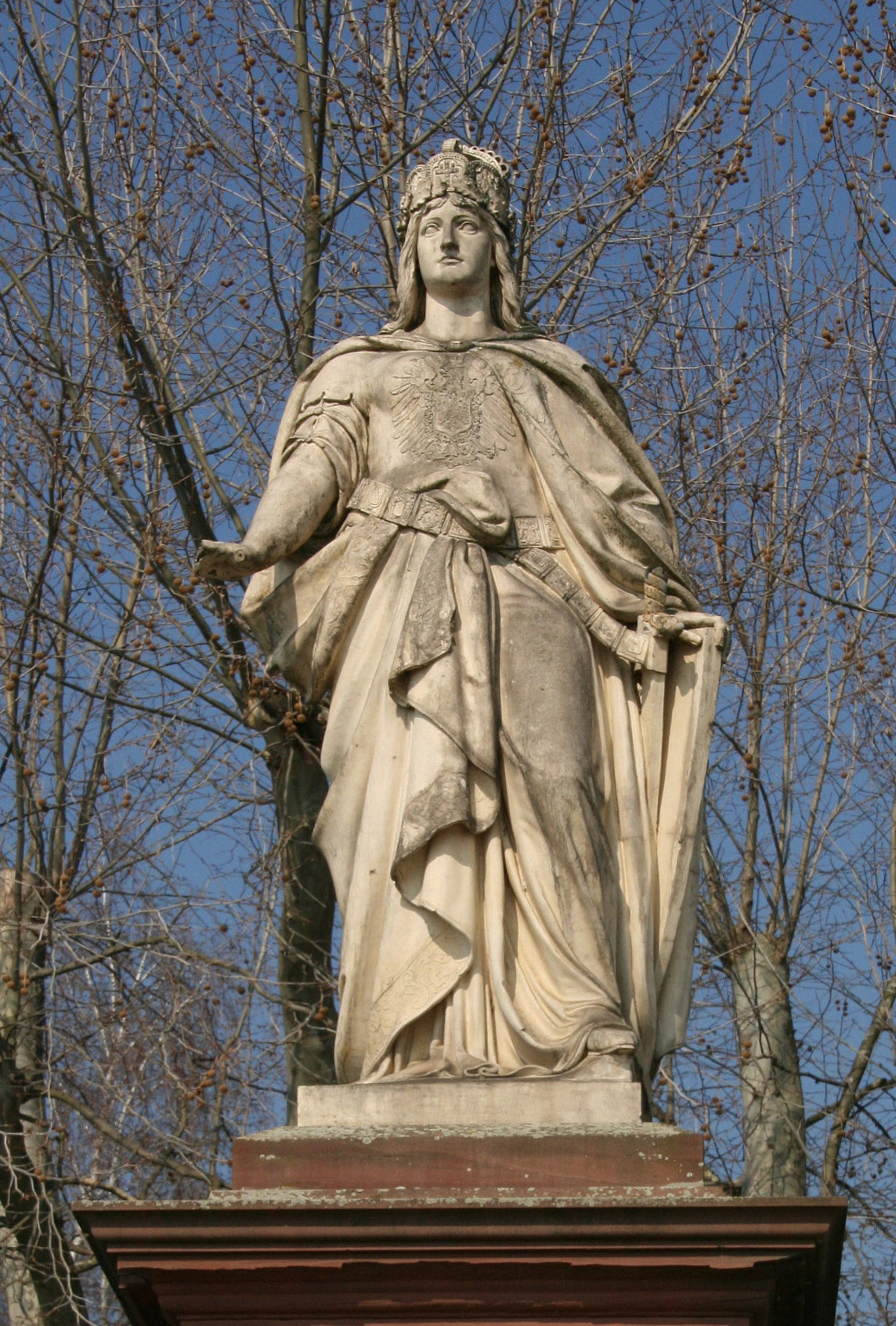
Germania-Figur in Eltville

Das denkmalgeschützte Kriegerehrenmal in Eltville am Rhein steht auf dem Platz von Montrichard und ist den deutschen Teilnehmern am Deutsch-Französischen Krieg von 1870/71 gewidmet.
Errichtet als Statue der Germania in zeittypisch opulenten historistischen Formen wurde das Denkmal am 23. Juli 1882 eingeweiht. Die 3,50 m hohe Figur wurde aus einer sandsteinähnlichen Tonmasse nach Plänen des Bildhauers Alexander Calandrelli gefertigt. Sie steht auf einem Hauptstein mit vier Seitenplatten, die die Namen der Gefallenen tragen.